# 古田真菜
古田 真菜（ふるた まな、1997年11月16日 - ）は、日本の女子ラグビーユニオン選手。

## プロフィール
- 福岡県出身[1]。
- ポジションはスタンドオフ(SO)、ウィング(WTB)、センター(CTB)。
- 身長 167cm、体重 68kg
- 愛称はまな。
- 女子日本代表キャップは18。（2022年11月現在）

## 略歴
2016年、筑紫高校卒業後、立正大学に入る。
2020年、立正大学卒業後、ARUKAS QUEEN KUMAGAYAを経て、翌2021年、東京山九フェニックスに入る。
2022年、ラグビーワールドカップ2021の女子日本代表に選ばれた。